# 分子認識

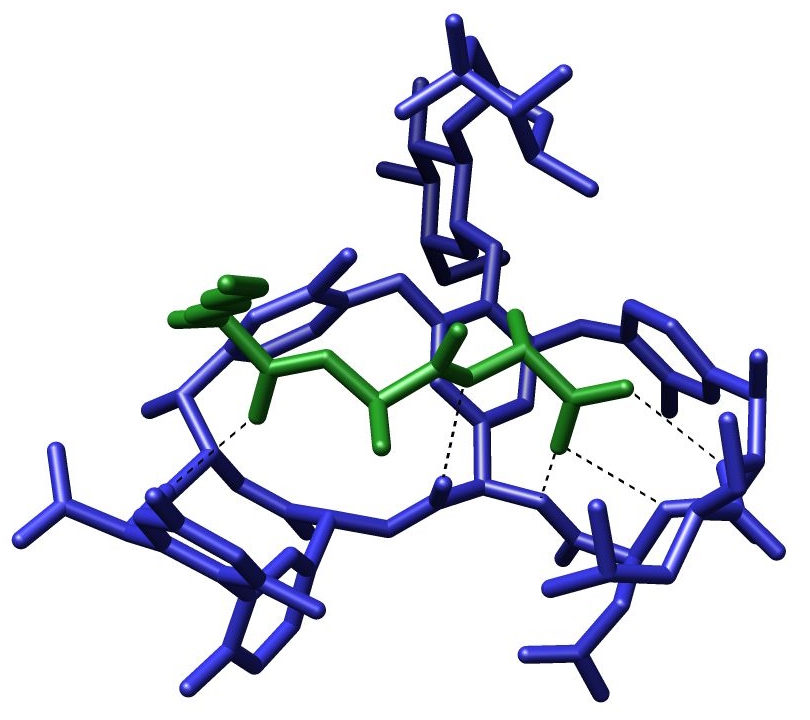
短ペプチド L-Lys-D-Ala-D-Ala （バクテリア細胞壁前駆体）の結晶構造。抗生物質の一つバンコマイシンと水素結合により結合している。

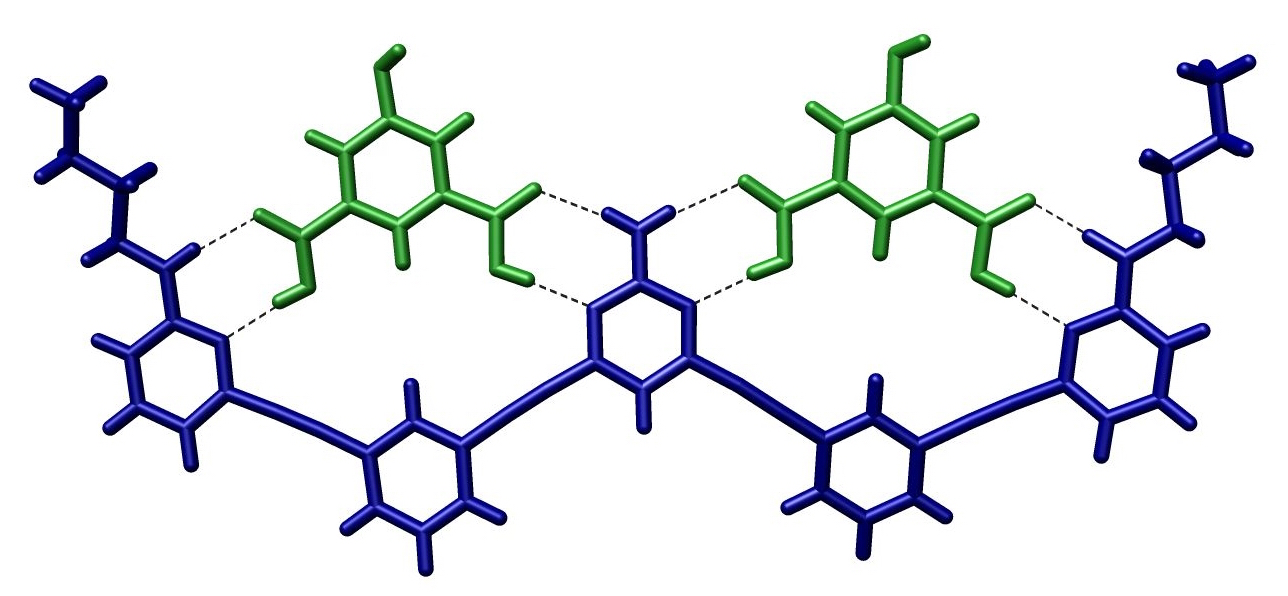
ホスト分子に水素結合したイソフタル酸二分子

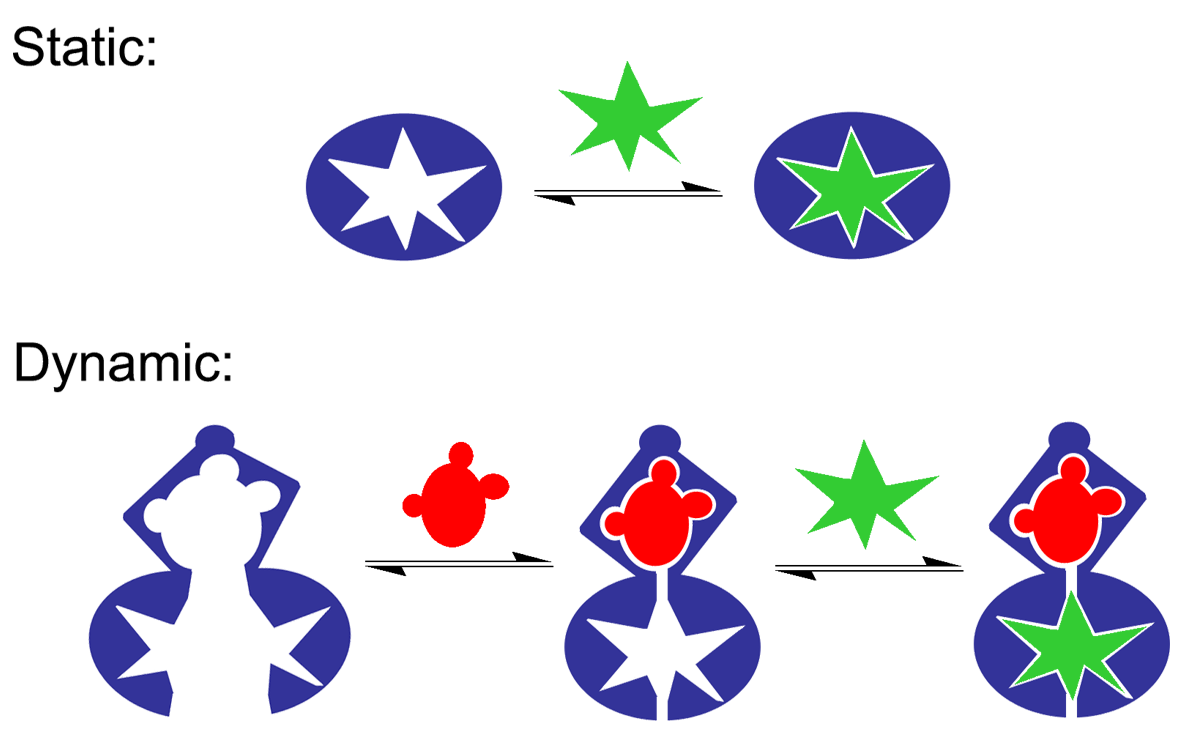
静的認識では単一のゲスト分子が単一のホスト分子に結合する。In dyna動的認識では、最初のゲスト分子が最初のサイトに結合することでホスト分子の立体配座が変化し、二つ目のゲストと二つ目のサイトと結合定数に影響する。この図の場合、正のアロステリック効果を示す系となる。

分子認識（ぶんしにんしき、英: molecular recognition）とは、2つもしくはそれ以上の分子が特異的に示す、水素結合、配位結合、疎水効果、ファンデルワールス力, π-π相互作用、ハロゲン結合、静電気力などによる相互作用を示す。これらの「直接」相互作用に加え、溶液中における分子認識には溶媒も重要な「間接」作用を持つことがある。分子認識におけるホスト・ゲスト分子は分子相補性を示す。

## 生化学における分子認識
分子認識は生化学上重要な役割を果しており、レセプタ・リガンド、抗原・抗体、DNA・タンパク質、糖・レクチン、RNA・リボソームなどの間に見られる。重要な一例として、抗生物質の一つバンコマイシンはバクテリアの細胞内にあるD-アラニル-D-アラニン末端を持つペプチドと五つの水素結合により選択的に結合する。この結合により、細胞壁を構築する際に使用できなくなるので、バンコマイシンはバクテリアにとって致命的となる。近年の研究により、分子認識要素をナノスケールで合成することが可能となり、従来必要とされていた自然の分子認識要素なしに小分子センサを開発できるようになってきている。

## 超分子構造
分子認識が可能な超分子構造を人工的に設計し、化学的に合成することも可能である。このような例の初期のものとして、カチオンに特異的に結合するクラウンエーテルが挙げられるが、他にも数々の系が確立されている。

## 静的分子認識と動的分子認識
分子認識は「静的分子認識 (英: static molecular recognition)」と「動的分子認識 (英: dynamic molecular recognition)」に分けられる。静的分子認識は鍵と錠前の関係に例えられる。つまり、ホスト分子とゲスト分子とが一対一対応してホスト・ゲスト構造を形成する形である。静的分子認識を実現するには、ゲスト分子と特異的に結合するような認識サイトを設計する必要がある。
動的分子認識の場合、最初に結合するゲスト分子が後で結合するゲスト分子との結合定数を左右する。正のアロステリック効果を示す系の場合、最初のゲスト分子が結合することにより次のゲスト分子との結合定数は向上する。対して、負のアロステリック効果を示す系では最初のゲスト分子により次のゲスト分子との結合定数は低下する。このような分子認識機構の動的性質は、生化学的な系において結合の調整機構として重要である。動的分子認識は、立体配座選択機構を介して、競合する複数のターゲットを識別する能力を高める可能性がある。さらに、複雑な化学センサや分子機械などへの応用も研究されている。

## 分子認識の複雑性
分子シミュレーションや分子力学法に基づく近年の研究では、分子認識とは組織化現象であると説明される。炭水化物のような小さな分子相手でさえ、個々の水素結合の強さが精密にわかっていなければ分子認識の結果を予測したりあまつさえ設計したりすることはできない。しかし、Mobleyら によれば、分子認識現象を正確に予測するには、ホストおよびゲスト分子のある瞬間における静止画像だけを見ていては決してできないとされる。エントロピーの考え方により熱力学的側面を考慮に入れなければ、より正確な分子認識プロセスの予測はできないというのである。エントロピーは単一の（静止画像のような）結合構造だけを見ていては測定できない。